# Tang Yin
Tang Yin (唐寅; 1470–1524) was een Chinees kunstschilder, dichter, kalligraaf en literator uit de Wu-school die actief was tijdens de Ming-periode. Zijn omgangsnaam was Tang Bohu (唐伯虎). Tang was een van de 'Vier Meesters van de Ming-dynastie', samen met Shen Zhou (1427–1509), Wen Zhengming (1470–1559) en Qiu Ying (ca. 1495-1552). Zijn excentrieke levensstijl heeft geleid tot tal van legendes in de Chinese folklore.

## Biografie
Tang Yin was de zoon van een restauranteigenaar uit Suzhou. In 1494 en 1495 verloor hij kort achter elkaar zijn vader, zijn eerste vrouw, zijn moeder en jongere zuster. Hij werd in bescherming genomen door de vader van Wen Zhengming en werd in de schilderkunst onderwezen door Shen Zhou. In zijn dertiger jaren kreeg hij ook schilderles van Zhou Chen (1460–1535). Door zijn artistieke kwaliteiten wist Tang toegang te krijgen tot de bovenste maatschappelijke klassen van Suzhou.
In 1498 behaalde Tang in Nanjing de eerste plaats in provinciale examens van het Chinees examenstelsel. Het jaar daarop ging hij naar Peking voor de hoogste Jinshi-graad. Hij en enkele andere kandidaten werden echter beschuldigd van het omkopen van een bediende van een examinator. Tang werd niet meer toegelaten en zag zijn kans op een hoge bestuurlijke functie verkeken. Hij ging leven als een dandy; hij ging zich te buiten aan de drank en bezocht regelmatig bordelen. Om zijn dure levensstijl te kunnen bekostigen leefde Tang van het verkopen van zijn schilderijen. Hij stierf in 1524, naar men aanneemt aan de gevolgen van tuberculose.

## Werken
Tang Yin was een prominente vertegenwoordiger van de Wu-school; een schilderstroming van literati die vooral voor hun eigen plezier schilderden. Hij wordt vaak geassocieerd met portretten van vrouwelijk schoon. Zijn oeuvre omvat echter een verscheidenheid aan onderwerpen, waaronder shan shui-landschappen, vogel- en bloemschilderingen en bamboeschilderingen.
Tang onderscheidde zich onder andere door het gebruik van motieven uit de oude Chinese schilderkunst, van vóór de Tang-dynastie tot in de Song-periode. Hij borduurde voort op de werken van kunstenaars als Li Tang (ca. 1066–1150), Ma Yuan (ca. 1160–1225) en Xia Gui (ca. 1180–1224), drie Meesters van de Zuidelijke Song. Ook maakte hij zich de technieken eigen van de Vier Meesters van de Yuan-dynastie. Al deze componenten resulteerden in een eigen unieke stijl.

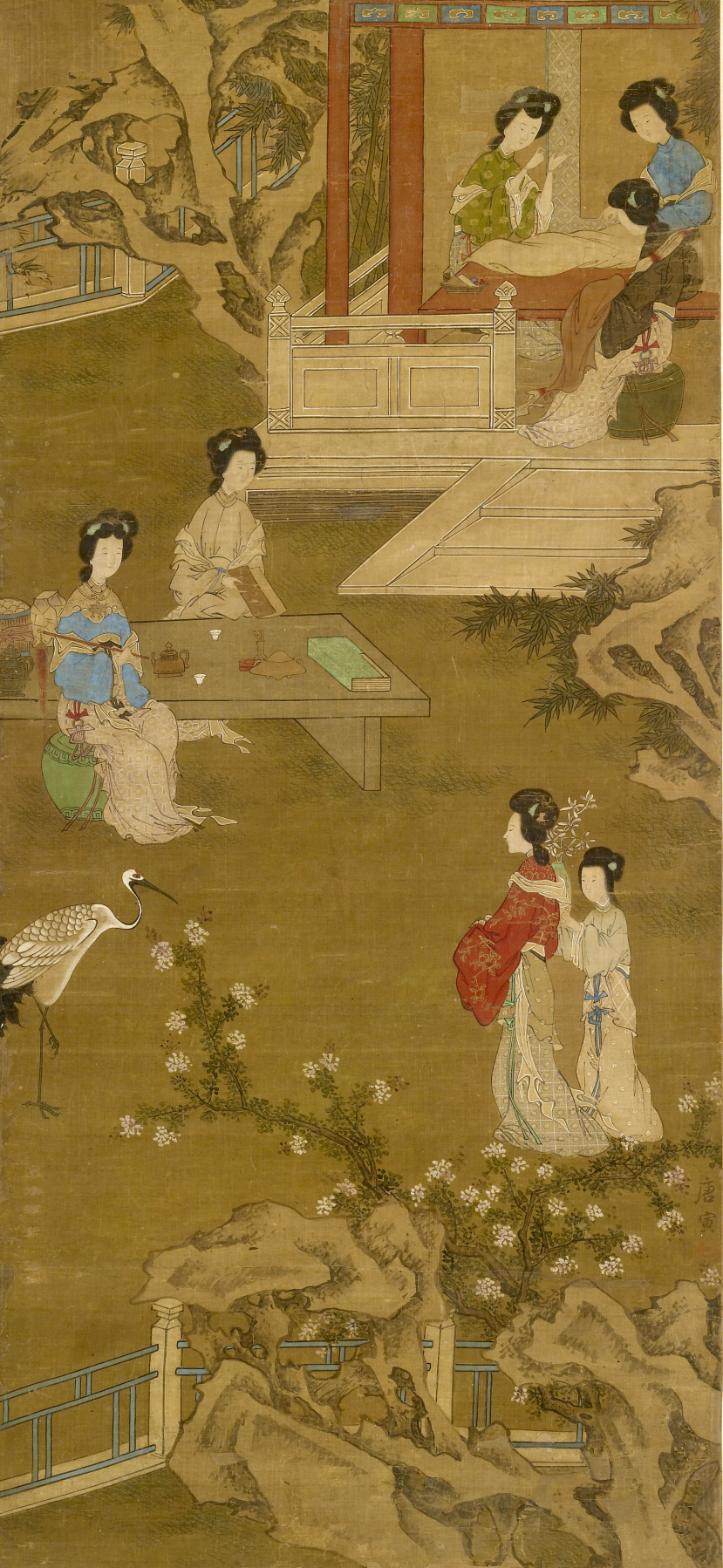
Het maken van de japon van de bruid (新娘的嫁衣圖)
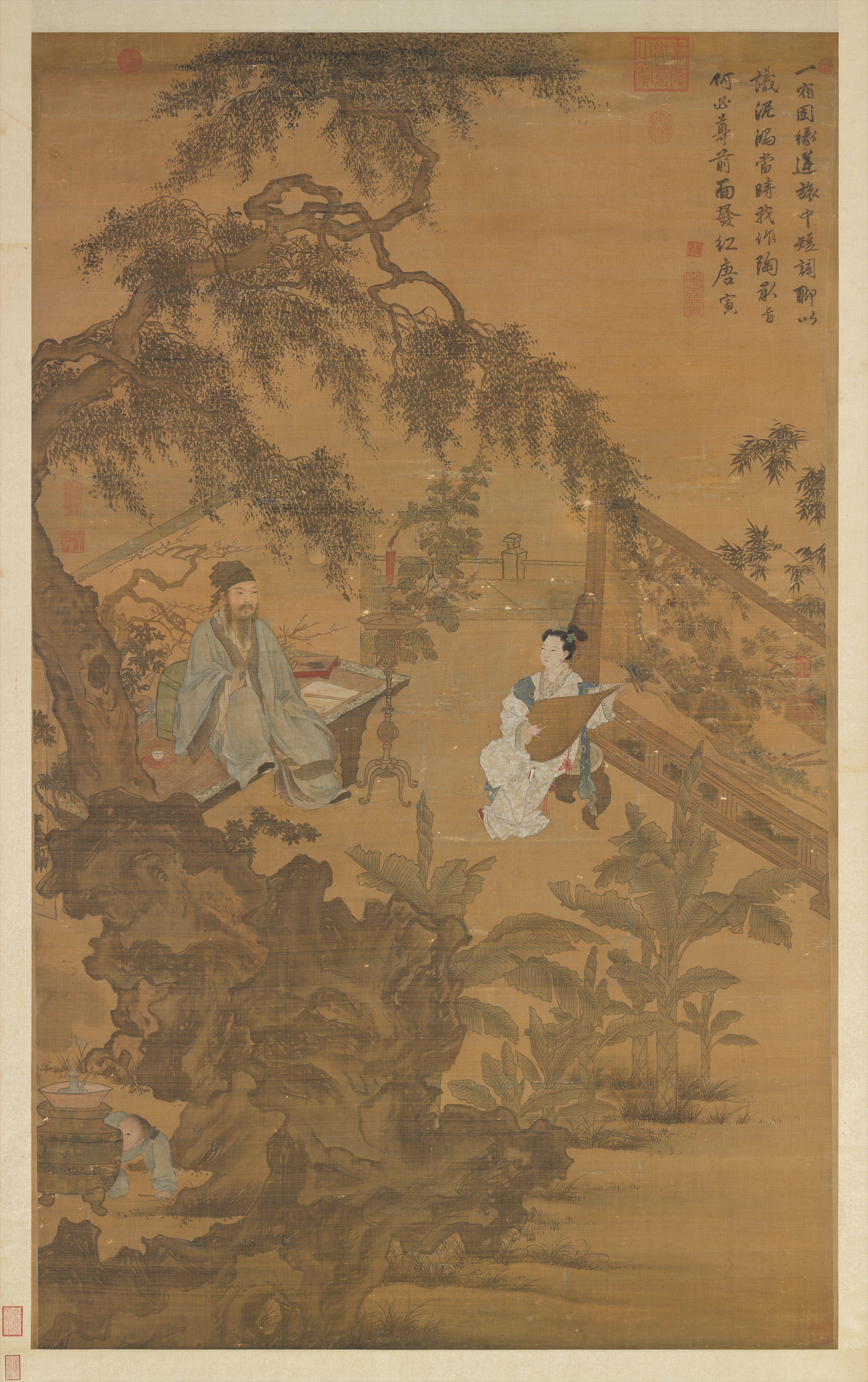
Tao Gu biedt een gedicht aan (明 唐寅 陶穀贈詞圖)
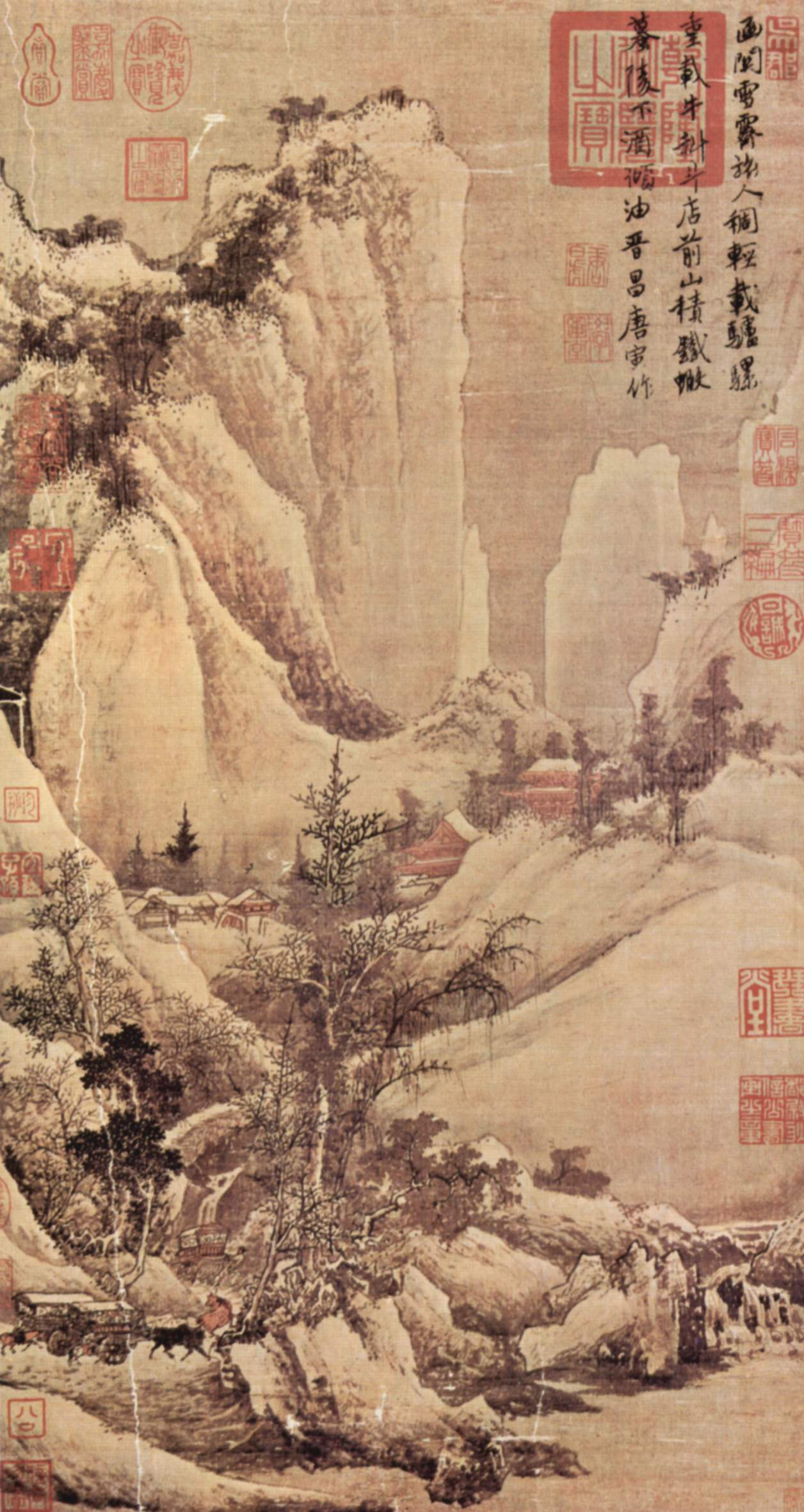
Opklaring na de sneeuwval in een bergpas (函關雪霽)
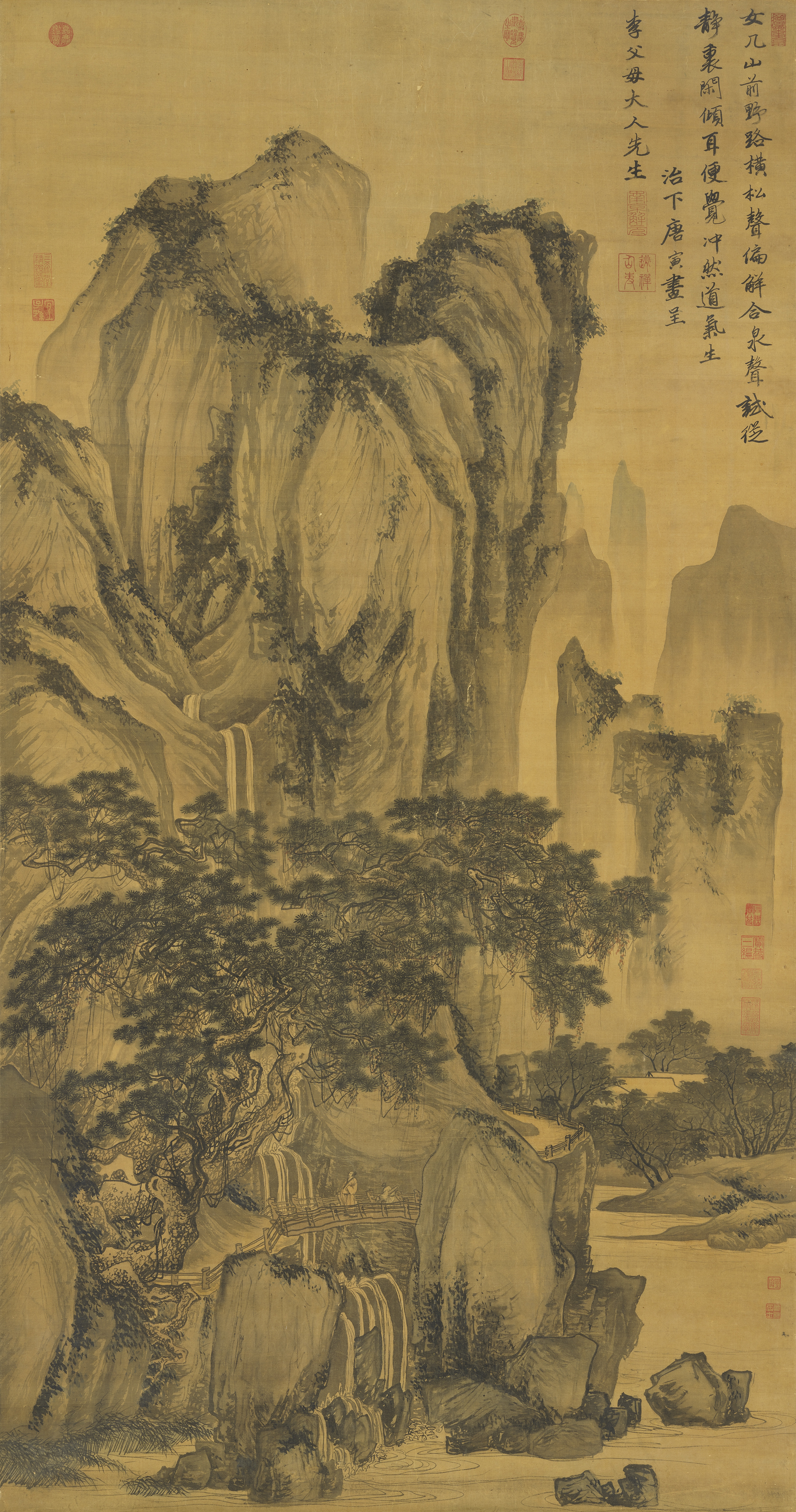
Geluid van dennen bij een bergpad (山路松聲)
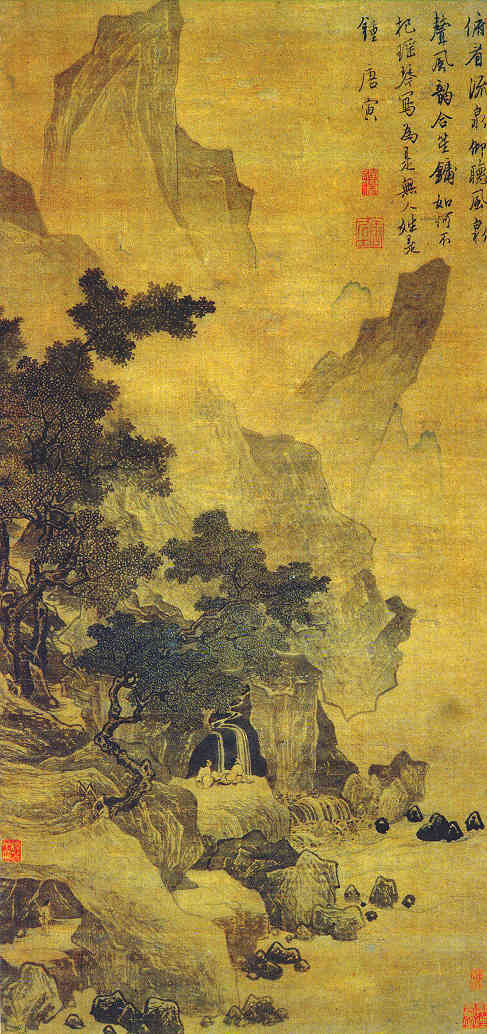
Kijken naar de lente en luisteren naar de wind (看泉聽風圖)

Samen met Wen Zhengming, Zhu Yunming (1460–1526) en Xu Zhenqing (1479–1511) wordt Tang tot de Vier Literaire Meesters van Wuzhong (吳中四大才子) gerekend. Hij schreef gedichten over ongebruikelijke thema's in die tijd. Ondeugden zoals afgunst, corruptie en hebzucht waren een terugkerend thema, net als onvervulde hoop, de onverbiddelijkheid van het lot en verdriet om het verlies van een kinderlijke onschuld. Zelfs Tangs gedichten die optimistisch beginnen, eindigen doorgaans in een zwaarmoedige toon. Zijn kalligrafieën voerde hij uit in semi-cursief script.

## In folklore en populaire cultuur
De excentrieke levensstijl van Tang Yin vormt het thema van een groot aantal verhalen en legendes in de Chinese folklore. Hierin wordt hij doorgaans neergezet als een trickster. Het toneelstuk Drie Woorden van Feng Menglong is gebaseerd op een van deze legendes en verhaalt over Tang die verliefd wordt op een slavin. Om haar te kunnen bereiken, verkoopt hij zichzelf als slaaf aan het huishouden waartoe het meisje behoort. Met de hulp van zijn vrienden slaagt hij er in om haar te bevrijden. Het toneelstuk is een aantal maal verfilmd in speelfilms en televisieseries:
- Xin Tang Bohu dian Qiuxiang (Hong Kong, 1953)[3]
- San xiao (Engels: The Three Smiles; Hong Kong, 1969), met Ivy Ling Po als Tang Yin[4]
- San xiao yin yuan (Hong Kong, 1975), met Loong Kim Sang als Tang Yin[5]
- Tang Bohu Dian Qiuxiang (Engels: Flirting Scholar; Hong Kong, 1993)[6]
- Jiang Nan Si Da Cai Zi (Engels: The Four Scholars of Jiangnan; televisieserie uit 2014)[7]

- Bibsys: 13025769
- Bibliothèque nationale de France: cb123074551 (data)
- Gemeinsame Normdatei: 119039435
- International Standard Name Identifier: 0000 0000 6305 6061
- KulturNav: 8a8694d2-fffd-4834-bf6a-ee58ac14bfc0
- Library of Congress Control Number: n81089505
- Bibliotheek van het Japanse parlement: 00362536
- Nationale bibliotheek van Australië: 36606150
- Nationale Bibliotheek van Israël: 987007444676405171
- Nederlandse Thesaurus van Auteursnamen: 14210387X
- SNAC: w6ck28zq
- Système universitaire de documentation: 031953727
- Trove: 1322969
- Union List of Artist Names: 500034107
- Virtual International Authority File: 49291826
- WorldCat: E39PBJyt3vFTJXMWTmQjT7XWXd